# یامادا بوگیو
یامادا بوگیو (به ژاپنی: 山田奉行 Yamada bugyō)، مقام‌های شوگون‌سالاری توکوگاوا با مسئولیت به عنوان نمایندگان رسمی شوگون‌سالاری در ولایت ایسه بودند.
تفاسیر مرسوم، این عناوین ژاپنی را به عنوان «کمیسر»، «ناظر» یا «فرماندار» تعبیر کرده‌اند.